# Пустоши (Московская область)
Пустоши — посёлок в Шатурском муниципальном районе Московской области. Входит в состав городского поселения Черусти. Население — 576 человек (2010).

## Расположение
Посёлок Пустоши расположен в северо-восточной части Шатурского района, расстояние до МКАД порядка 152 километров. Высота над уровнем моря 119 метров.

## Название
Название происходит от наименования села Пустоша, находящегося к востоку от посёлка.

## История
Посёлок основан в 1943 году для проведения торфоразработок. К востоку от посёлка сохранились пустошинские торфяные карьеры, имеющие рекреационное значение.
В 1947 году согласно Указу Президиума ВС РСФСР от 12.03.1947 года образован Пустошинский поселковый совет с центром в посёлке Пустоши в пригородной зоне города Шатуры.
В конце 1960-х годов в посёлке открылся филиал Московского насосного завода.
В 1994 году поселковый совет преобразован в поселковый округ. В 2004 году Пустошинский поселковый округ упразднён, посёлок Пустоши включён в состав Пустошинского сельского округа.
В настоящее время в посёлке имеются: детский сад, дом культуры, кабинет врача общей практики, магазин.
24 августа 2013 года в посёлке Пустоши прошли праздничные мероприятия, посвящённые 70-летию посёлка.

## Население
| 2002 | 2006 | 2010 |
| ---- | ---- | ---- |
| 716  | ↗880 | ↘576 |